# Traubi
Traubi o traubisoda  è un marchio di soft drink austriaco al sapore d'uva. Viene prodotto in Austria, Ungheria e Croazia.
L'aroma fu originariamente inventato da Lenz Moser in Austria nel 1954. Fu licenziato a Traubi Hungaria nel 1971.
Il nuovo sapore divenne così famoso non solo per la campagna pubblicitaria ma anche perché fu la prima bibita gasata ungherese.